# Obereopsis nigrohumeralis
Obereopsis nigrohumeralis là một loài bọ cánh cứng trong họ Cerambycidae.